# جاسبر تير هيد
جاسبر تير هيد (بالهولندية: Jasper ter Heide) هو لاعب كرة قدم هولندي، ولد في 29 مارس 1999 في أمستردام في هولندا. لعب مع شباب أياكس.

## وصلات خارجية
- جاسبر تير هيد على موقع قاعدة بيانات كرة القدم.إي يو (الإنجليزية)
- جاسبر تير هيد على موقع Soccerway.com (الإنجليزية)
- جاسبر تير هيد على موقع عالم كرة القدم.نت (الإنجليزية)